# Tidningar om the lärdas arbeten
Tidningar om the lärdas arbeten var en svensk tidskrift utgiven i Stockholm och tryckt hos Lorentz Ludvig Grefing. Den kom ut med 12 nummer under ett år, 1742. Varje nummer kostade 12 à 18 öre kopparmynt.
Tidskriften utgavs av Olof Celsius d.y. på föranstaltande av Kungliga Vetenskaps-Societeten i Uppsala.